# Le donne preferiscono il vedovo
Le donne preferiscono il vedovo (But I Don't Want to Get Married!) è un film per la televisione statunitense del 1970 diretto da Jerry Paris.
È un film commedia con protagonisti Herschel Bernardi, che interpreta un vedovo i cui parenti e amici vogliono ad ogni costo vedere risposato, Shirley Jones, che interpreta una delle candidate al matrimonio, e Brandon Cruz.

## Produzione
Il film, diretto da Jerry Paris su una sceneggiatura di Roland Wolpert, fu prodotto dallo stesso Jerry Paris e da Aaron Spelling tramite la Aaron Spelling Productions.

## Distribuzione
Il film fu trasmesso in televisione negli Stati Uniti il 6 ottobre 1970 sulla ABC. È stato distribuito anche in Italia con il titolo Le donne preferiscono il vedovo e in Ungheria con il titolo De én nem akarok megnösülni!.

## Critica
Secondo il Morandini il film è "melenso".